# رسته (نیروهای مسلح)
رَسته (به انگلیسی: military branch ) اصطلاحی است برای مشخص کردن تخصص‌های نظامی که از نظر مأموریت، نوع کار و وظایف مشاغل نظامی دارای ارتباط نزدیک است. افسرانی که به یک رسته خاصی اختصاص یافته‌اند پس از کسب آموزش و تجربه لازم قادرند نشان آن رسته (به انگلیسی: branch insignia) را روی یقه لباس نظامی خود قرار داده و در تخصص‌های آن رسته انجام وظیفه نمایند. 

## رسته‌های نیروهای مسلح ایران پیش از انقلاب
- رسته‌های نیروی زمینی ارتش شاهنشاهی عبارت بودند از: 
  - الف - رسته‌های رزمی که تشکیل می‌شود از: رسته پیاده، رسته توپخانه، رسته زرهی و رسته هوابرد.
  - ب - رسته‌های پشتیبانی رزمی که تشکیل می‌شود از: رسته دژبان، رسته مهندسی، رسته مخابرات الکترونیک ش.م.ه و رسته اطلاعات نظامی.
  - پ - رسته‌های پشتیبانی خدمات رزمی که تشکیل می‌شود از: رسته اداری، رسته اردنانس، رسته بهداری، رسته ترابری، رایانه، رسته مکانیک، رسته عمران و استحکامات، رسته دامپزشکی، رسته دارایی، رسته سررشته‌داری (لجستیک)، رسته قضایی و رسته موزیک.

- رسته‌های نیروی هوایی شاهنشاهی عبارت‌اند از: 
  - الف - رسته‌هایی که نوع وظایف آنها مربوط به امور هوایی بوده و اصطلاحاً رسته‌های خاص هوایی نامیده می‌شوند شامل رسته‌های زیر می‌شود:

1. رسته خلبانی
2. رسته ناوبری
3. رسته پرواز یاری
4. رسته فنی هوایی
5. رسته اسلحه و مرمیات
6. رسته کنترل شکاری
7. رسته‌هواشناسی
8. رسته ارتباط و مراقبت هوایی
9. رسته مهندسی هوایی

- - ب - رسته‌هایی که وظایف آنها نوعاً در نیروهای سه‌گانه ارتش شاهنشاهی مشترک و یکسان بوده و اصطلاحاً رسته‌های عمومی نامیده می‌شوند شامل‌رسته‌های زیر می‌شود:

1. رسته بهداری
2. رسته دامپزشکی
3. رسته قضایی
4. رسته موزیک
5. رسته اطلاعات نظامی
6. رسته آجودانی
7. رسته اردنانس
8. رسته‌ترابری
9. رسته دارایی
10. رسته سررشته‌داری
11. رسته خدمات بهداری
12. رسته مهندسی
13. رسته دژبان

### رسته‌های شهربانی کشور
1. رسته انتظامی
2. رسته اطلاعات و ضد اطلاعات
3. رسته پلیس جنایی
4. رسته آجودانی
5. رسته مالی
6. رسته مخابرات
7. رسته اردنانس
8. رسته مهندسی
9. رسته بهداری
10. رسته آگاهی
11. رسته راهنمایی و رانندگی

## جستاره های وابسته
- https://en.wikipedia.org/wiki/Military_branch
- https://en.wikipedia.org/wiki/United_States_Army_branch_insignia
- https://en.wikipedia.org/wiki/Rank_insignia_of_the_Iranian_military